# 蒙达伊
蒙达伊是巴西圣卡塔琳娜州的一个市镇。总面积235平方公里，总人口9126人，人口密度38.8人/平方公里。